# こりすのぽっこちゃん
『こりすのぽっこちゃん』は、太田じろうの漫画。 第5回小学館漫画賞受賞作品。
本作は1958年9月に集英社から創刊された児童向け雑誌「こばと」におよそ3年半連載され、ラジオ東京テレビ（後のTBS）の「テレビ幼稚園」という枠で人形劇版「こりすのぽっこちゃん」が放映されたり、キャラクターグッズが展開されるなど人気を集めた一方、連載当時は単行本が刊行されたことはなく、2023年になって初めて単行本が刊行された。ただし、1960年代に絵本版が鈴木出版の「コミック絵本」レーベルから刊行されたことがある。
本作は漫画のコマ割りの右上に赤色の丸で数字が白抜き表示されている。2020年に太田じろう初の原画展でも公表された。この時の「太田じろうの世界展」のポスターの中心は本作品の主人公ぽっこちゃんである。

## フィルムの再発見
人形劇版の放送当時は生放送が一般的だったため、スチール写真や主題歌のレコードしか残存していないと思われていた。
太田の遺族の協力で原画展などを開催してきた株式会社ダンクは、2023年初頭にフィルムコレクションから人形劇版のうち「ゆうびんやさんのまき」のフィルムを発見する。このフィルムは2023年7月に行われた特別展『太田じろうの世界展 こばとむらだいはくらんかい』にて上映された。